# Agustí Fernández
Agustí Fernández (Palma de Mallorca, 19 de diciembre de 1954) es un pianista y compositor español de jazz, cuyas composiciones le han vinculado también a la danza, el teatro, el cine, la televisión y la moda.

## Trayectoria
Su música es el resultado de la interacción entre la tradición del piano clásico y la improvisación jazzística.
Profesionalizado a los trece años, estudió piano en su ciudad natal, en Barcelona, en Francia y en Alemania. Sus influencias musicales más importantes han sido las de Cecil Taylor y Iannis Xenakis, con quien estudió en 1978. 
En 1985 publicó su primer disco, "Ardent", de piano solo, que marca su carrera como improvisador libre.
En 1998 se une a Andrés Corchero e inicia una relación que se resuelve en varios espectáculos de danza. 
Su carrera musical está asociada a su participación en grupos jazzísticos: dúo Mandorla con la flautista Jane Rigler (2001); Ensemble Impromptu con Pep Llopis (2002); Agustí Fernández Quartet en 2003; colaboración con el cantante flamenco Miguel Poveda (2004-2005, en el disco Desglaç); trío Fernández/Guy/López (2005); grupo Slow (David Mengual-contrabajo, David Xirgu y Dani Domínguez - baterías; 2005). Es profesor titular de improvisación en la Escuela Superior de Música de Cataluña (ESMUC) desde 2001.

## Premios
- Premio Ciutat de Barcelona de música 2009.[1]
- Premi FAD-Sebastià Gasch 2001 por el espectáculo “A modo de esperanza”, creado con Andrés Corchero,[2] en memoria del poeta José Ángel Valente.
- Premio Altaveu el año 2000.[3]
- En 2013 recibió el Premio Nacional de Cultura de Cataluña.